# Hellzephyrs
Hellzephyrs poporkester bildades i Orsa 1980 och fick snabbt två radiohittar – med sin första singel. Låtarna hette "Varför sitter gamla kärringar med hatten på?" och "Ta en kopp på Frelins!" (en översättning av Lou Reeds Walk on the Wild Side). Sammanlagt är det tio personer som medverkat i Hellzephyrs de gångna 25 åren. Förutom Janne Bäckman är det Per Ström, Pelle Klockar, Johnny Jönsson, Kire Mångs, Tord Bengtsson, Proppen Nilsson, Anders Klockar, Andreas Bölling och Stefan Nilsson.
År 2000 återutgavs de båda vinylskivorna tillsammans med en CD med nyinspelat material i CD-boxen "Hellzeboxen". 
Under 2005 firade gruppen 25-årsjubileum och jobbade ihop med bland andra Py Bäckman i ett albumprojekt med Dylan-låtar. En enkel samlingsplatta "Hellzehits – och dom som borde varit det" utgavs i januari 2006.
Hellzephyrs gjorde sin sista offentliga spelning på Orsa Hotell långfredagen den 21 mars 2008.

## Diskografi
- Varför sitter gamla kärringar med hatten på?/Ta en kopp på Frelins! (Singel), R&P Records - 1981
- Dom kallar oss Hellzephyrs (LP), R&P Records - 1981
- Bara en glad lantis/Nya Tider (Singel) - 1983
- Kalabalik (LP), Sonet - 1983
- Hellzeboxen (CD), Sonet Music AB/Universal Music Publishing AB - 2000.
- Hellzehits - och dom som borde varit det (CD), 2006